# 西田亞沙子
西田亞沙子（12月2日—），日本女性動畫師、人物設計師。出身於大阪府，血型為B型。

## 概要
部分場合使用AS（アズ，英文詞語發音）的名義工作。大阪市立工藝高中圖案科（現在的專業設計科）畢業。畫風較為妖艷，部分作品更有濃厚色情成份。丈夫是同為動畫師的中谷誠一。曾一度離開大阪，後來在2003年與丈夫返鄉居住。
過去從屬於Studio Mu本社。跟隨前輩山本佐和子磨練一段日子後，成為自由身。日本動畫師、演出協會（JAniCA）會員。

## 作品列表[1]

### 電視動畫
- （1987年）動畫
- 勇者系列（勇者シリーズ，1990年－1997年）作畫監督、原畫
- （1992年－1993年）原畫
- 名偵探柯南（名探偵コナン，1997年）作畫監督、原畫
- （1997年）原畫
- 白色十字架（Weiß kreuz，1998年）原畫
- （1998年）原畫
- 百變小櫻Magic咭（カードキャプターさくら，1998年）原畫
- （1999年）人物設計、作畫監督
- 無限的未知（無限のリヴァイアス，1999年－2000年）作畫監督、原畫、OP原畫
- 沉默的未知（アルジェントソーマ，2000年－2001年）作畫監督
- 超能奇兵（スクライド，2001年）ED原畫
- 銀河天使 第1期（ギャラクシーエンジェル 第1期，2001年）原畫
- ANGELIC LAYER 天使領域（機動天使エンジェリックレイヤー，2001年）原畫
- 禁獵魔女（Witch Hunter ROBIN，2002年）OP原畫
- Chobits（ちょびっツ，2002年）原畫
- 七小花（七人のナナ，2002年）人物設計、作畫監督、原畫、OP作畫監督、OP原畫
- 神魂合體（2003年）原畫
- 廢棄公主（スクラップド・プリンセス，2003年）ED原畫
- GAD GUARD（2003年）原畫
- 闇與帽子與書的旅人（ヤミと帽子と本の旅人，2003年－2004年）人物設計、總作畫監督、OP作畫監督、ED作畫監督
- KURAU Phantom Memory（2004年）原畫
- 爆裂天使（爆裂天使，2004年）原畫
- 御伽草子（お伽草子，2004年）原畫
- Keroro軍曹（ケロロ軍曹，2004年）作畫監督、原畫、ED2分鏡、ED2原畫
- 機動戰士GUNDAM SEED DESTINY（機動戦士ガンダムSEED DESTINY，2004年）原畫
- 舞-HiME（舞-HiME，2004年）原畫
- 槍與劍（ガン×ソード，2005年）作畫監督協力
- 不可思議星球的雙胞胎公主（ふしぎ星の☆ふたご姫，2005年）原畫
- 舞-乙HiME（舞-乙HiME，2005年）原畫
- 交響詩篇（交響詩篇エウレカセブン，2005年）原畫
- Fate/stay night（2006年）作畫監督
- SIMOUN（シムーン，2006年）人物設計、總作畫監督、作畫監督、原畫、OP作畫監督、ED作畫監督
- Code Geass反叛的魯路修（Code Geass コードギアス 反逆のルルーシュ，2006年－2007年）原畫、OP原畫
- 桃華月憚（桃華月憚，2007年）人物設計、總作畫監督、OP分鏡、OP作畫監督、ED作畫監督
- 羅密歐×茱麗葉（ロミオ×ジュリエット，2007年）作畫監督
- 寒蟬鳴泣之時（ひぐらしのなく頃に解，2007年）OP原畫
- 吸血鬼騎士系列（2008年）
- 吸血鬼騎士（ヴァンパイア騎士）人物設計、OP作畫監督、ED作畫監督
- 吸血鬼騎士 Guilty（ヴァンパイア騎士 Guilty）人物設計、OP總作畫監督
- 魍魎之匣（魍魎の匣，2008年）人物設計、總作畫監督、OP作畫監督[2]
- 屍姬 玄（屍姫 玄，2008年）原畫
- 戰國BASARA（戦国BASARA，2009年）原畫
- 鋼之鍊金術師 FULLMETAL ALCHEMIST（鋼の錬金術師 FULLMETAL ALCHEMIST，2009年－2010年）原畫、OP4原畫
- 天降之物（そらのおとしもの，2010年）原畫
- 青色文學系列 「跑吧！美樂斯 」（青い文学シリーズ「走れメロス」，2010年）原畫、作畫監督
- 奇蹟少女KOBATO.（こばと。，2010年）原畫
- 江戶盜賊團五葉（さらい屋 五葉，2010年）原畫
- STAR DRIVER 閃亮的塔科特（STAR DRIVER 輝きのタクト，2010年）原畫
- GOSICK（GOSICK -ゴシック-，2011年）作畫監督
- 電波女&青春男（電波女と青春男，2011年）人物設計、總作畫監督、OP作畫監督
- （2011年）作畫監督、原畫
- 春太與千夏～春太與千夏共度青春～（ハルチカ 〜ハルタとチカは青春する〜，2016年）人物設定

### OVA
- 機動警察 前期OVA（機動警察パトレイバー 初期OVAシリーズ，1988年－1989年）
- 魔靈公主（シャーマニックプリンセス，1996年－1998年）原畫
- 魔法騎士（魔法騎士レイアース，1997年）原畫
- 星夢美少女 鳳凰傳說（カレイドスター Legend of phoenix 〜レイラ・ハミルトン物語〜，2005年）原畫

### 成人動畫
- （2001年）原畫

### 劇場版動畫
- X（1996年）原畫
- 劇場版 哈姆太郎 哈姆哈姆樂園大冒險（劇場版 とっとこハム太郎 ハムハムランド大冒険，2001年）原畫
- 機動戰士Z GUNDAM 星之繼承者（機動戦士 Ζガンダム A New Translation -星を継ぐ者-，2005年）原畫
- 勇者物語（ブレイブ・ストーリー，2006年）原畫
- 青空之行者 The Sky Crawlers（スカイ・クロラ The Sky Crawlers，2008年）原畫
- Fate/stay night Unlimited Blade Works（2010年）原畫

### 一般遊戲
- 宇宙戰艦大和號 遙遠的星球Isukandaru（宇宙戦艦ヤマト 遥かなる星イスカンダル，1999年）原畫
- WILD ARMS 2nd IGNITION 動畫部分（ワイルドアームズ セカンドイグニッション：アニメーションパート，1999年）原畫
- 命運傳奇2 PS2版動畫部分（テイルズ オブ デスティニー2：PS2版アニメーションパート，2002年）原畫
- （2002年）原畫
- 仙境傳說2PV（（2007年）人物設計、作畫監督、原畫

### 成人遊戲
- 人物設計、原畫
- （2003年） 原畫

### 其他
- 小說 幽玄怪社（幽玄怪社，富士見Fantasia文庫）插畫
- 小說 ABC（ABC(アーバックス，Media Works電撃文庫）插畫
- DVD動畫（2010年）原畫
- Snow halation DVD動畫（2010年）原畫
- 西田亞沙子畫集  （宙出版，ISBN 4776794527，2009年）

## 外部連結
- 個人網誌 AS Days（アズ・デイズ）
- 西田亞沙子 (asakonishida)的X（前Twitter）